# Mauro Tabasso

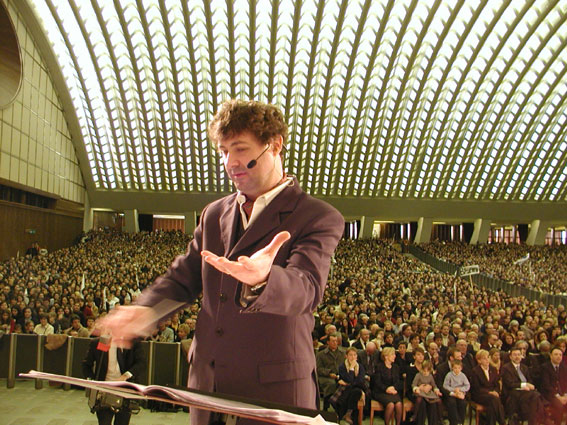
Mauro Tabasso mentre dirige un concerto in sala Nervi, Città del Vaticano

Mauro Tabasso (5 novembre 1965) è un compositore, arrangiatore e direttore d'orchestra italiano.

## Carriera
Ha collaborato per oltre dieci anni come polistrumentista con ensembles di ogni genere musicale. Oltre alla chitarra, suo strumento principale, suona tromba, basso elettrico, percussioni, ed ha inoltre studiato organo, pianoforte e canto. 
Ha preso parte a varie incisioni e trasmissioni televisive (RAI - circuito nazionale, eurovisione, mondovisione, Mediaset, Telemontecarlo, Sat2000, eccetera).
Ha compiuto gli studi accademici sotto la guida di Maurizio Colonna, laureandosi in Chitarra presso il Conservatorio Antonio Vivaldi di Alessandria - Sezione staccata di Novara (ora Conservatorio Guido Cantelli)
Ha seguito numerosi seminari e masters, tenuti da docenti quali Maurizio Colonna, Luciana Bigazzi, Angelo Gilardino, Mario Dell'Ara, Luigi Biscaldi, Marco De Santi, Renato Serio, Pippo Caruso, Paolo Conte, ed ha inoltre compiuto studi sulla musica antica per chitarra con Mario Bricca. Ha studiato composizione presso il Conservatorio Giuseppe Verdi (Torino) con Gianni Possio e Luigi Giachino, lettura della partitura con Guido Maria Guida e direzione d'orchestra con Silvio Gasparella.
La sua vita artistica cambia radicalmente nel 1998, in seguito all'incontro con Ernesto Olivero: entra a far parte del Sermig di cui Olivero è fondatore, e questi gli affida il compito di ricercare nuove espressioni musicali. Nasce così una scuola di musica presso l'Arsenale della Pace di Torino: il "Laboratorio del Suono", struttura che presiede e dirige tuttora, e che ad oggi conta oltre 350 allievi, alcune migliaia di presenze l'anno, 24 cattedre di insegnamento, uno staff di 20 collaboratori, un modernissimo studio di registrazione dotato di tecnologia Dolby Atmos (7.4.2), svariate sale attrezzate per lezioni ed incontri, un'aula magna di 100 posti, un auditorium di 300 e un parco strumenti di tutto rilievo. 
Dal dicembre 2018 il Laboratorio è convenzionato con il Conservatorio Statale di Musica "Giuseppe Verdi" di Torino. 
Dal 1998 "abbandona" praticamente gli strumenti per dedicarsi quasi interamente alla composizione, all'arrangiamento, alla produzione artistica e alla direzione d'orchestra che oggi assorbono la gran parte del suo tempo.
È il principale artefice della fondazione dell'Orchestra e del Coro dell'Arsenale della Pace di Torino e del Laboratorio del Suono Ensemble, compagini per le quali scrive, arrangia, produce e dirige, con le quali ha all'attivo sette CD, un DVD, oltre a significative esibizioni in contesti di altro profilo (anche in diretta televisiva - nazionale, mondovisione). Vanta importanti collaborazioni con case discografiche (Sony Music Italia, Sony Music Entertainment Brasil, Warner Music Italy, Ala Bianca, ecc.), cantanti ed artisti quali Andrea Bocelli, Salvatore Accardo, Ramin Bahrami, Silvia Viscardini (Nair), Eugenio Finardi, Ezio Bosso, Simona Atzori, Marco Frisina, Ziza Fernandes ed altri, case editrici, aziende, società sportive, enti pubblici, agenzie pubblicitarie, network televisivi, teatri e registi (Lingotto Musica, RAI, Mediaset, Arnoldo Mondadori Editore, SEI, Petrini, Loescher, Carisch, Rugginenti, Juventus, ATP Finals - Nitto - Torino 2023,  Regione Piemonte, Luigi Lavazza (azienda), Giorgio Armani (azienda), Gruppo Armando Testa, Teatro Stabile di Torino, Associazione Teatro Alfieri, Gabriele Lavia, Michelangelo Dotta, Mauro Avogadro, Ola Cavagna, Pierluca De Carlo, ecc.).
Giornalista pubblicista, fa parte della redazione del mensile "Nuovo Progetto", rivista a cura del Sermig, per la quale scrive di musica e costume, e ha collaborato alla stesura di libri di testo (musica, educazione civica) in uso presso le scuole medie inferiori. Dall'agosto 2021 è Titolare musicale della Basilica di Superga (Torino).
Alcune sue composizioni sono state eseguite (tra gli altri) da:
Marco Maccarelli, Cheryl Porter, Max Laudadio, Silvia Viscardini (Nair), Amara (cantante), Nicola Costanti, Marco Sportelli, Sergio Moschetto (Moses), Fabrizio Voghera, Roberto Tiranti, Roberto "Bobo" Boggio, Roberta Bacciolo, Ziza Fernandes (Brasile), Oficina Viva (Brasile), Orchestra da Camera Italiana, Orchestra “Haydn” di Bolzano e Trento, Orchestra “Francesco Petrarca” di Venezia, Orchestra “Filarmonia Veneta”, Orchestra “Malipiero”, Orchestra e Coro dell'Arsenale della Pace di Torino, Laboratorio del Suono Ensemble, Orchestra di Roma e del Lazio, Coro "Claudio Casini" dell'Università degli Studi di Roma Tor Vergata, Corale Filarmonica "Ruggiero Maghini" di Torino, Gruppo Cameristico Alchimea (Torino), Unisensus (Senigallia), Associazione Corale "Marietta Alboni" (Città di Castello)
E dirette (tra gli altri) da:
Salvatore Accardo, Karl Martin, Romolo Gessi, Francesco Borali.

## Discografia (parziale)
- Sermig Canto e Musica (MC, Sermig, 1997)
- Ti amo con una nota (CD + Spartiti – Rugginenti, 1998)
- Miserere (CD + Spartiti – Santanna Records / Ala Bianca, 2000)
- Il futuro siamo noi (CD – Bravo Records / Ala Bianca, 2002)
- Teu amor é fiel - Herança de Deus (CD - PMCD Produções - Rio de Janeiro / Sony Music Entertainment Brasil, 2004)
- Dal basso della terra, opera musicale dedicata a Giovanni Paolo II (CD + Spartiti, Ala Bianca / Warner, 2005), in classifica per 4 settimane
- Mama (CD + Spartiti - Ala Bianca / Warner, 2010), in classifica per 9 settimane
- Dal basso della terra Special Edition, opera musicale dedicata a Giovanni Paolo II (DVD + CD - Concerto in DVD eseguito da Orchestra da Camera Italiana, Laboratorio del Suono Ensemble, Coro Filarmonico Ruggero Maghini, diretto da Salvatore Accardo - Ala Bianca / Warner, 2011)
- Mama vol. 2 (CD + Spartiti - Ala Bianca / Warner, 2011)
- Preghiera (CD + Spartiti - Santanna Records / Ala Bianca, 2013)
- Ognuno ha l'età dei suoi sogni (Inno ufficiale del IV Appuntamento Mondiale dei Giovani della Pace - Napoli 4 ottobre 2014 - distribuito su piattaforme digitali)
- Rinascerai (singolo - 2015 - distribuito su piattaforme digitali)
- Un tempo senza voi (singolo - 2015 - distribuito su piattaforme digitali)
- La Musica italiana del 3° Millennio (Compilation - AAVV - distribuito su piattaforme digitali - Ala Bianca - 2016)
- Ricomincio da qui (Inno ufficiale del V Appuntamento Mondiale dei Giovani della Pace - Padova - 13 maggio 2017 - distribuito su piattaforme digitali)
- L'amore (R)esiste (Laboratorio del Suono - 2017 - giunto al 1º posto (bestseller) su Amazon Music, al 5° nella classifica "Top Album" di ITunes e al 9º posto in quella di Google Play)
- Per chi non ha voce (Inno ufficiale del VI Appuntamento Mondiale dei Giovani della Pace - Bergamo - 11 maggio 2019 - distribuito su piattaforme digitali) - giunto al 1º posto su Amazon Music (bestseller)
- La vita in un cammino (Musiche originali - Audiolibro di Rodolfo Tabasso ispirato alla vita di Franco Leoni Lautizi - Produzione ANVCG - Rimini - 2020 - Presentato al Salone internazionale del libro - Sala Argento - Torino 2021)
- La tua corona (singolo - 2020 - distribuito su piattaforme digitali)

## Filmografia (parziale)
- Walls and borders (Maddalena Merlino, Claudio Paletto, Registi vari - Italia, 2009 - XXVIII Torino Film Festival)
- La terra prova a farsi cielo (DVD - Docufilm. Regia: Paola Nessi - Italia, 2011)
- Avevamo un sogno (DVD - Regia: Matteo Spicuglia - Produzione: Sermig - Edizioni musicali: Ala Bianca - Italia, 2013)
- House of the vodka bears - (Documentario - serie "Der Spiegel" - Ala Bianca / Authentic Distribution - Germania / Austria 2016)
- Fausto e Furio (Commedia – Regia: Lucio Gaudino - Edizioni musicali Ala Bianca - Italia 2017)

## Spot pubblicitari (parziale)
- Lines Seta Ultra ("Gira la testa" - 2010 - Gruppo Armando Testa)
- Lancia Y ("Magic Parking" - 2014 - Gruppo Armando Testa)
- Lancia Y Elle ("Translator" - Episodi 1, 2, 3 - 2014 - Gruppo Armando Testa)
- Lancia Y Elle ("Insegnante" - Episodi 1,2 - 2014 - Gruppo Armando Testa)
- Fiat 500X (2014 - Gruppo Armando Testa)
- Lines Cotone (2019 - Gruppo Armando Testa)
- Lines è ("#èperte" - 2019 - Gruppo Armando Testa)
- Lines Specialist (2019/2020 - Gruppo Armando Testa)
- Coscia Gioielli (2020 - RTI/Publitalia '80)
- Angelini Holding ("Purpose" - 2021 - spot in lingua inglese, non pubblicato in Italia - Gruppo Armando Testa)